# كريستوفر مونرو
كريستوفر مونرو (بالإنجليزية: Christopher Monroe) هو فيزيائي أمريكي، ولد في 19 أكتوبر 1965 في ساوثفيلد في الولايات المتحدة.